# Rhynchosia capitata
Rhynchosia capitata là một loài thực vật có hoa trong họ Đậu. Loài này được (Roth) DC. miêu tả khoa học đầu tiên.